# Icebound (commedia)
Icebound è un dramma di Owen Davis, debuttato a Broadway nel 1923. Il dramma rimase in scena per 143 repliche e vinse il Premio Pulitzer per la Drammaturgia. Nel 1924 il regista William C. deMille ha realizzato l'omonimo adattamento cinematografico con Richard Dix.

## Trama
Maine, ottobre 1922. La matriarca della famiglia Jordan è appena deceduta e la famiglia si è riunita per la lettura del testamento. Con sdegno e stupore di tutta la famiglia, il patrimonio e la proprietà di famiglia sono stati lasciati alla cugina Jane Crosby, con la clausola che risolva i problemi legali del giovane Ben. Ben infatti ha lasciato la casa dopo aver dato fuoco accidentalmente alla fattoria dei vicini.